# Фартура-ду-Пиауи

Фартура-ду-Пиауи на карте штата.

Фартура-ду-Пиауи (порт. Fartura do Piauí) — муниципалитет в Бразилии, входит в штат Пиауи. Составная часть мезорегиона Юго-запад штата Пиауи. Входит в экономико-статистический микрорегион Сан-Раймунду-Нонату. Население составляет 5074 человека на 2010 год. Занимает площадь 712,918 км². Плотность населения — 7,12 чел./км².

## Демография
Согласно сведениям, собранным в ходе переписи 2010 г. Национальным институтом географии и статистики (IBGE), население муниципалитета составляет:
| Полное население                               | Полное население                               | Полное население                               | Полное население                               | 5074  |
| ---------------------------------------------- | ---------------------------------------------- | ---------------------------------------------- | ---------------------------------------------- | ----- |
| в том числе:                                   | Городское население                            | 1336                                           | Процент городского населения, %                | 26,33 |
|                                                | Сельское население                             | 3738                                           | Процент сельского населения, %                 | 73,67 |
|                                                | Мужское население                              | 2574                                           | Процент мужского населения, %                  | 50,73 |
|                                                | Женское население                              | 2500                                           | Процент женского населения, %                  | 49,27 |
| Плотность населения, чел/км²                   | Плотность населения, чел/км²                   | Плотность населения, чел/км²                   | Плотность населения, чел/км²                   | 7,12  |
| Население муниципалитета в % к населению штата | Население муниципалитета в % к населению штата | Население муниципалитета в % к населению штата | Население муниципалитета в % к населению штата | 0,16  |

По данным оценки 2016 года, население муниципалитета составляет 5199 жителей.

## История
Город основан в 1993 году.

## Статистика
- Валовой внутренний продукт на 2003 год составляет 6 699 420,00 реалов (данные: Бразильский институт географии и статистики).
- Валовой внутренний продукт на душу населения на 2003 год составляет 1449,46 реалов (данные: Бразильский институт географии и статистики).
- Индекс развития человеческого потенциала на 2000 год составляет 0,607 (данные: Программа развития ООН).